# Post Modern Panic Attack
Post Modern Panic Attack er debutalbummet fra den danske rockmusiker Mani Spinx. Det blev udgivet i september 2006. Albummet indeholder et skjult nummer, "The Finer Things".

## Trackliste
1. "Fuck" – 1:19
2. "Last Night in America" – 4:26
3. "Smoke a Flower" – 3:00
4. "Dear, Buzz Mqueen" – 2:47
5. "Run, Run, Baby. Run, Run" – 3:41
6. "Flight 243 Out of Memphis, Tennessee" – 3:41
7. "Put Down Ev'rything That You've Got" – 3:22
8. "Miss Dev. L. Spinx – 3:07
9. "How Do You Want It?" – 4:12
10. "Damage is the Devil's Deed – 3:50
11. "Juliette" – 2:40
12. "No Peace" – 4:58
13. "Goodnight to the World" – 3:49